# Virginia Kull
Virginia Erin Kull (Dallas, 5 ottobre 1981) è un'attrice statunitense.

## Biografia
Attiva dal 2008 soprattutto in ambito televisivo, partecipa a numerose serie TV di successo degli ultimi anni; in particolare è nel cast principale di Gracepoint (2014) e The Looming Tower (2018).
È sposata dal 2009 con l'attore Ryan Young.

## Filmografia

### Cinema
- Nancy, regia di Christina Choe (2018)
- Imperfections, regia di David Singer (2018)
- L'uomo vuoto - The Empty Man (The Empty Man), regia di David Prior (2020)

### Televisione
- Boardwalk Empire - L'impero del crimine (Boardwalk Empire) - serie TV, 4 episodi (2010)
- Nurse Jackie - Terapia d'urto (Nurse Jackie) - serie TV, episodio 3x06 (2011)
- Person of Interest - serie TV, episodio 1x20 (2011)
- Law & Order - Unità vittime speciali - serie TV, episodi 12x21, 23x20 (2011, 2022)
- The Good Wife - serie TV, episodio 4x03 (2012)
- The Following - serie TV, episodi 1x03-1x04 (2013)
- The Affair - Una relazione pericolosa - serie TV, episodio 2x09 (2014)
- Gracepoint - miniserie televisiva, 10 episodi (2014)
- Heartbeat - serie TV, episodio 1x01 (2016)
- This Is Us - serie TV, episodio 1x12 (2017)
- Big Little Lies - Piccole grandi bugie - serie TV, 6 episodi (2017)
- Twin Peaks - serie TV, episodio 1x13 (2017)
- Sneaky Pete - serie TV, 8 episodi (2017-2018)
- The Looming Tower - miniserie televisiva, 10 episodi (2018)
- Mr. Mercedes[1] - serie TV, 3 episodi  (2018)
- NOS4A2 – serie TV, 20 episodi (2019-2020)
- Shameless - serie TV, episodio 11x12 (2021)
- Percy Jackson e gli dei dell'Olimpo - serie TV (2023-in corso)
- Presunto innocente (Presumed Innocent) – serie TV, 6 episodi (2024)

## Doppiatrici italiane
Nelle versioni in italiano delle opere in cui ha recitato, Virginia Kull è stata doppiata da:
- Emanuela Damasio in Law & Order - Unità vittime speciali (ep. 12x21), This is Us
- Valentina Mari in Person of Interest, Presunto innocente
- Francesca Manicone in The Following, Big Little Lies - Piccole grandi bugie
- Gemma Donati in The Affair - Una relazione pericolosa, Mr. Mercedes
- Angela Brusa in L'uomo vuoto - The Empty Man, Percy Jackson e gli dei dell'Olimpos
- Letizia Ciampa in The Good Wife
- Emanuela Damasio in This Is Us
- Monica Ward in Sneaky Pete
- Alessandra Bellini in The Looming Tower
- Barbara De Bortoli in NOS4A2
- Chiara Gioncardi in Super Pumped